# AMC Hornet
AMC Hornet var en kompaktmodell från American Motors Corporation (AMC) som tillverkades 1970-1977. Den ersatte modellnamnet Rambler i Nordamerika som efterträdare till Rambler American. Hornet var en viktig modell för AMC-koncernen och låg till grund för modellerna AMC Concord och AMC Eagle. Konkurrenter var Chevrolet Nova, Ford Maverick och Plymouth Valiant.

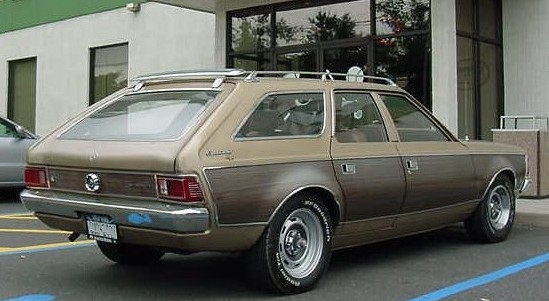
AMC Hornet Sportabout (1972)